# Russische militaire begraafplaats Duloh
De Russische militaire begraafplaats Duloh, gelegen in Hemer, is een militaire begraafplaats in Noordrijn-Westfalen, Duitsland. Op de begraafplaats liggen omgekomen Russische militairen uit de Tweede Wereldoorlog.

## Begraafplaats
Op de begraafplaats rusten tegenwoordig 20.470 Russische militairen. De slachtoffers kwamen voornamelijk om het leven in het nabijgelegen krijgsgevangenenkamp Stalag VI A. Het overgrote deel, 19.979, zijn tijdens de Tweede Wereldoorlog in een massagraf begraven. De tweeëntwintig anderen zijn na de bevrijding van Hemer om het leven gekomen en kregen een apart graf.